# 纵肋人字果
纵肋人字果（学名：Dichocarpum fargesii）为毛茛科人字果属下的一个种。

## 扩展阅读
- 維基物種上的相關：纵肋人字果